# Tang Dengjie

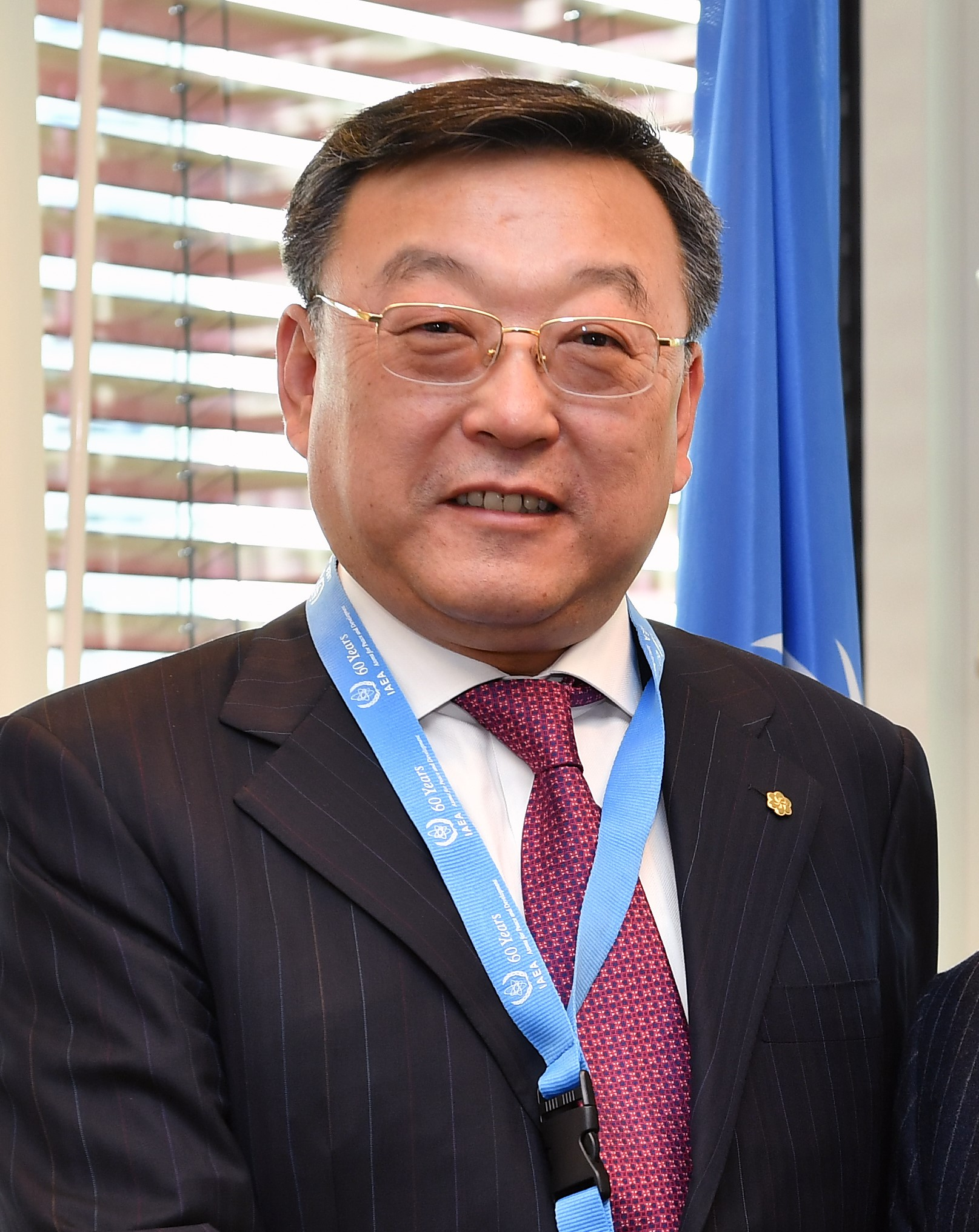
Tang Dengjie

Tang Dengjie (chinesisch 唐登杰, Pinyin Táng Dēngjié; geb. im Juni 1964 in Shanghai) ist ein chinesischer Geschäftsmann und Politiker. Er war seit dem 28. Februar 2022 Minister für zivile Angelegenheiten.
Davor war er von 2018 bis 2020 der Gouverneur der Provinz Fujian. Er verbrachte einen Großteil seiner Karriere in Shanghai, insbesondere in der Automobilindustrie. Er war auch Geschäftsführer der staatlichen China South Industries Group und Leiter der Nationalen Raumfahrtbehörde Chinas.
Im Dezember 2023 wurde er ersetzt durch Lu Zhiyuan.

## Leben
Tang wurde 1964 in Shanghai geboren, seine Eltern stammen aus Jianhu in der Provinz Jiangsu. Er studierte ab September 1981 Maschinenbau an der Tongji-Universität. Nach seinem Abschluss arbeitete er bei Shanghai Volkswagen als Techniker, Leiter der Abteilung Industrietechnik und Leiter der Abteilung Planung und Entwicklung. Später wurde er zum Geschäftsführer von ZF Friedrichshafen in Shanghai und Vizepräsident der Shanghai Automotive Industry Corporation. 2001 wurde er zum Vorsitzenden von Shanghai Electric ernannt.
2003 wurde Tang zum stellvertretenden Bürgermeister von Shanghai ernannt, der für Industrie, Landwirtschaft, Handel, Tourismus, Stromerzeugung und Sicherheit in der Produktion verantwortlich ist. Er war der bisher jüngste stellvertretende Bürgermeister von Shanghai. Im Jahr 2008 wurde er als stellvertretender Bürgermeister wiedergewählt.
2011 wurde er zum General Manager der China South Industries Group und 2013 zum Präsidenten ernannt. Im Jahr 2017 wurde Tang zum stellvertretenden Minister des Ministeriums für Industrie und Informationstechnologie, Administrator der nationalen chinesischen Raumfahrtbehörde, Vorsitzender der chinesischen Atomenergiebehörde und Direktor der staatlichen Verwaltung für Wissenschaft, Technologie und Industrie für nationale Verteidigung ernannt. 
Im Dezember 2017 wurde Tang stellvertretender Parteichef von Fujian, und im Januar 2018 wurde er zum Gouverneur ernannt.
Tang ist ein stellvertretendes Mitglied des 19. Zentralkomitees der kommunistischen Partei Chinas.